# Won sud-coreà
El won sud-coreà (en coreà 대한민국 원 Daehan Minguk won, és a dir, "won de la República de Corea"; o, simplement, 원 won) és la moneda de Corea del Sud. El codi ISO 4217 és KRW i s'acostuma a abreujar ₩, amb el símbol especial per al won, o bé W. Tradicionalment s'ha subdividit en 100 jeon (전), tot i que a causa del poc valor de la moneda fa temps que la fracció ja no circula.
Es va adoptar el 1945, a l'acabament de la Segona Guerra Mundial, en substitució del ien coreà en termes paritaris (1=1). A causa de la inflació, el 15 de febrer del 1953 fou substituït pel hwan (환), a raó de 100 wons per hwan, el qual va tornar a ser substituït per un nou won el 9 de juny del 1962, al canvi de 10 hwans per won. Les monedes de hwan van continuar circulant fins al 22 de març del 1975, en què el won va esdevenir l'única moneda de curs legal.
Emès pel Banc de Corea (한국은행 Hanguk Eunhaeng), en circulen monedes d'1, 5, 10, 50, 100 i 500 wons, i bitllets de 1.000, 5.000, 10.000 i 50.000 wons. A causa del valor tan baix de la moneda, les peces més petites (1 i 5 wons) gairebé no s'utilitzen i els preus s'acostumen a arrodonir a la desena més propera; d'altra banda, el bitllet de valor més alt (50.000 wons), posat en circulació el juny del 2009, amb prou feines arriba als 30 euros.

## Taxes de canvi
- 1 EUR = 1.418,90 KRW (30 de novembre del 2023)
- 1 USD = 1.299,64 KRW (30 de novembre del 2023)